# Administración autonómica
La administración autonómica es un tipo de administración territorial, es decir, que tiene como elemento fundamental un territorio determinado, en el que despliega sus competencias, denominado comunidad autónoma, lo cual hace que este tipo de administración sea propia de España, puesto que sólo en este país existe aquella división territorial.
La administración autonómica tiene un nivel competencial muy amplio, basado en la descentralización del estado o a través del estado de las autonomías. En cuanto al nivel de competencias, no son siempre las mismas, y se regulan en cada Estatuto de autonomía para cada comunidad autónoma, haciendo que en algunos casos el nivel de competencias sea superior que los de un Estado federado.
Hay que tener también en cuenta que la comunidad autónoma tiene su propio órgano legislativo, y que la administración autonómica debe comportarse ante él como cualquier otro poder ejecutivo, respetando las normas emanadas por su Parlamento autonómico.
En la Constitución Española está regulado en el Capítulo Tercero, titulado “de las Comunidades Autónomas”. Artículos del 143 á 158.
Y en el Artículo 2: “La Constitución se fundamenta en la indisoluble unidad de la Nación española, patria común e indivisible de todos los españoles, y reconoce y garantiza el derecho a la autonomía de las nacionalidades y regiones que la integran y la solidaridad entre todas ellas”
Dicho articulado regula desde la forma de creación y autorización, elaboración de sus estatutos, las competencias transferidas a las comunidades autónomas, las propias del Estado, sus recursos y su financiación.